# Trois Vœux (film)
Cet article concerne le film de Martha Coolidge. Pour l'émission de télévision d'Andrew Glassman et Jason Raff, voir Trois vœux.
Pour plus de détails, voir Fiche technique et Distribution.
Trois Vœux (Three Wishes) est un film américain réalisé par Martha Coolidge, sorti dans les salles en 1995.

## Synopsis
Tom évite de justesse, de renverser un piéton avec sa voiture. Sous le choc, il se met alors à se souvenir de son enfance, à partir du jour où sa mère, Jeanne, a percuté Jack, un jeune homme dans la vingtaine d'années.
Cette dernière, seule avec ses deux fils, après que son mari fut porté disparu en Asie pendant la guerre, propose à Jack, vagabond accompagné de son chien, de séjourner chez elle, le temps de sa convalescence (à cause de l'accident, il a le pied dans le plâtre).
Jeanne qui réside dans un lotissement propret des années 50, dans une petite ville des États-Unis, ne va pas manquer d'attiser les commérages. Mais ceci sera de courte durée, Jack se faisant rapidement accepter par la communauté, notamment par les pères de familles. Il entraînera même les garçons du lotissement au baseball.
Il va changer la vie de Jeanne d'une façon inattendue... Lui et son chien très spécial, vont apporter un peu de magie dans la vie de cette famille. Tom se prendra d'affection pour Jack, espérant qu'il devienne son second papa... Mais ce dernier ne parviendra jamais totalement à se fondre dans le moule de la banlieue parfaite. De plus, Jeanne et lui retiendront leurs sentiments. Et une autre épreuve viendra toucher la famille...

## Patrick Swayze dans le rôle de Jack
L'acteur âgé de 43 ans lors du film, est parvenu à camper un jeune homme dans la vingtaine d'années, faisant plus mûr que son âge (Patrick Swayze ne faisant pas la quarantaine, mais plutôt la trentaine, a dû faciliter l'adaptation du rôle).
Il incarne Jack, un jeune homme à la fois fort et fragile, solitaire. Très sensible, l'on perçoit qu'il a dû être cassé par la vie, une épreuve, mais l'on ne connaîtra pas les détails de son passé. L'on découvre toutefois qu'il a été décoré (médaille militaire). Jack aime écrire, et il tient un carnet de voyage. C'est un homme à part, qualifié de vagabond, juste parce qu'il va de ville en ville, et non pour son style ou son allure, n'étant pas un vagabond type. Jack n'est pas ce que l'on peut qualifier un marginal, ni un rebelle contre la société, et pourtant, il n'est pas non plus une personne conventionnelle.
Jack est posé et sage. Un trait de caractère qui apparaît lorsqu'il entraîne les enfants au baseball, notamment.
Le film montre aussi Jack sous les traits du séducteur par excellence, un peu malgré lui, par qui les autres hommes se sentent facilement menacés.

## Fiche technique
- Titre original : Three Wishes
- Réalisation : Martha Coolidge
- Scénario : Clifford et Ellen Green
- Photographie : Johnny E. Jensen
- Musique : Cynthia Millar
- Décors : Robert Gould
- Costumes : Shelley Komarov
- Production : Gary Lucchesi, Clifford et Ellen Green
- Société de production : Rysher Entertainment
- Langue : anglais
- Genre : Comédie dramatique, Romance
- Durée : 115 minutes
- Budget : 10 millions de dollars
- Dates de sortie : 
  -  États-Unis : 27 octobre 1995
  -  France : 10 janvier 1996

## Distribution
- Patrick Swayze (V.F. Richard Darbois) : Jack McCloud
- Mary Elizabeth Mastrantonio (V.F. Catherine Hamilty) : Jeanne Holman
- Joseph Mazzello : Tom Holman
- Seth Mumy : Gunther 'Gunny' Holman
- David Marshall Grant : Phil
- Jay O. Sanders : Coach Schramka
- Michael O'Keefe (V.F. Georges Caudron) : adulte Tom Holman